# Sainte-Ouenne
Sainte-Ouenne è un comune francese di 786 abitanti situato nel dipartimento delle Deux-Sèvres nella regione della Nuova Aquitania.

## Società

### Evoluzione demografica
Abitanti censiti